# Coalesce
A banda Coalesce foi formada em 1994 no Kansas, Missouri nos Estados Unidos. A banda fazia um hardcore muito complexo, com influências de jazz, rock progressivo e heavy metal. A banda apesar de sua enorme importância, acabou muito cedo. Deixou um material muito expressivo, como splits com bandas como Napalm Death, Today is the Day e The Get Up Kids, e vários álbuns influentes na carreira. A banda fez seu último show em 2005, e seus integrantes foram para bandas como The Esoteric e The Appleseed Cast.

## História
Antes de formarem Coalesce, o guitarrista Jes Steineger e a baixista Stacy Hilt eram membros da banda Krishnacore Amara, Jim Redd era o baterista da banda de metal alternativa Loathe, e Sean Ingram foi o vocalista da banda. a banda straight edge Restrain, tudo de Kansas City, Missouri. Ambos Amara e Restrain se apresentaram várias vezes juntos e eram amigos. Ingram, que era um grande fã de Earth Crisis e da cena vegan straight edge, mudou-se para Syracuse, Nova Iorque no Natal de 1993.

## Formação clássica
- Sean Ingram - vocal
- Jes Steineger - guitarra
- Stacy Hilt - baixo
- James DeWees - bateria

### Outros integrantes
- Jim Redd - bateria
- Nathan Ellis - baixo
- Cory White - guitarra
- Nathan "Junior" Richardson - bateria

## Discografia

### EP
| Ano  | Detalhes do álbum                                                                        |
| ---- | ---------------------------------------------------------------------------------------- |
| 1995 | 002 - Lançado: Agosto 1995 - Gravadora: Earache Records                                  |
| 1996 | Coalesce - Lançado: Agosto 1996 - Gravadora: Second Nature Recordings                    |
| 1997 | A Safe Place - Lançado: 1997 - Gravadora: Edison Records                                 |
| 1999 | There Is Nothing New Under the Sun - Lançado: Março 1999 - Gravadora: Hydra Head Records |
| 2000 | 002: A Safe Place - Lançado: Julho 2000 - Gravadora: Second Nature Recordings            |
| 2007 | Salt and Passage - Lançado: Agosto 2007 - Gravadora: Second Nature Recordings            |
| 2009 | OXEP - Lançado: Novembro 2009 - Gravadora: Relapse Records                               |

### Splits
- Coalesce/Napalm Death Split: In Tongues We Speak (1995)
- Coalesce/Today Is The Day Split (1997)
- Coalesce/The Get Up Kids Split (1997)
- Coalesce/Converge Split: Among the Dead We Pray for Light (1997)
- Coalesce/Boy Sets Fire Split (1998)

### Álbuns completos
- 001 (1995)
- Give Them Rope (1998/2004)
- 0:12 Revolution in Just Listening (1999)
- Functioning on Impatience (2002)
- Give Them Rope, She Said (2004)
- Ox (2009)